# Разделы герцогства Бавария

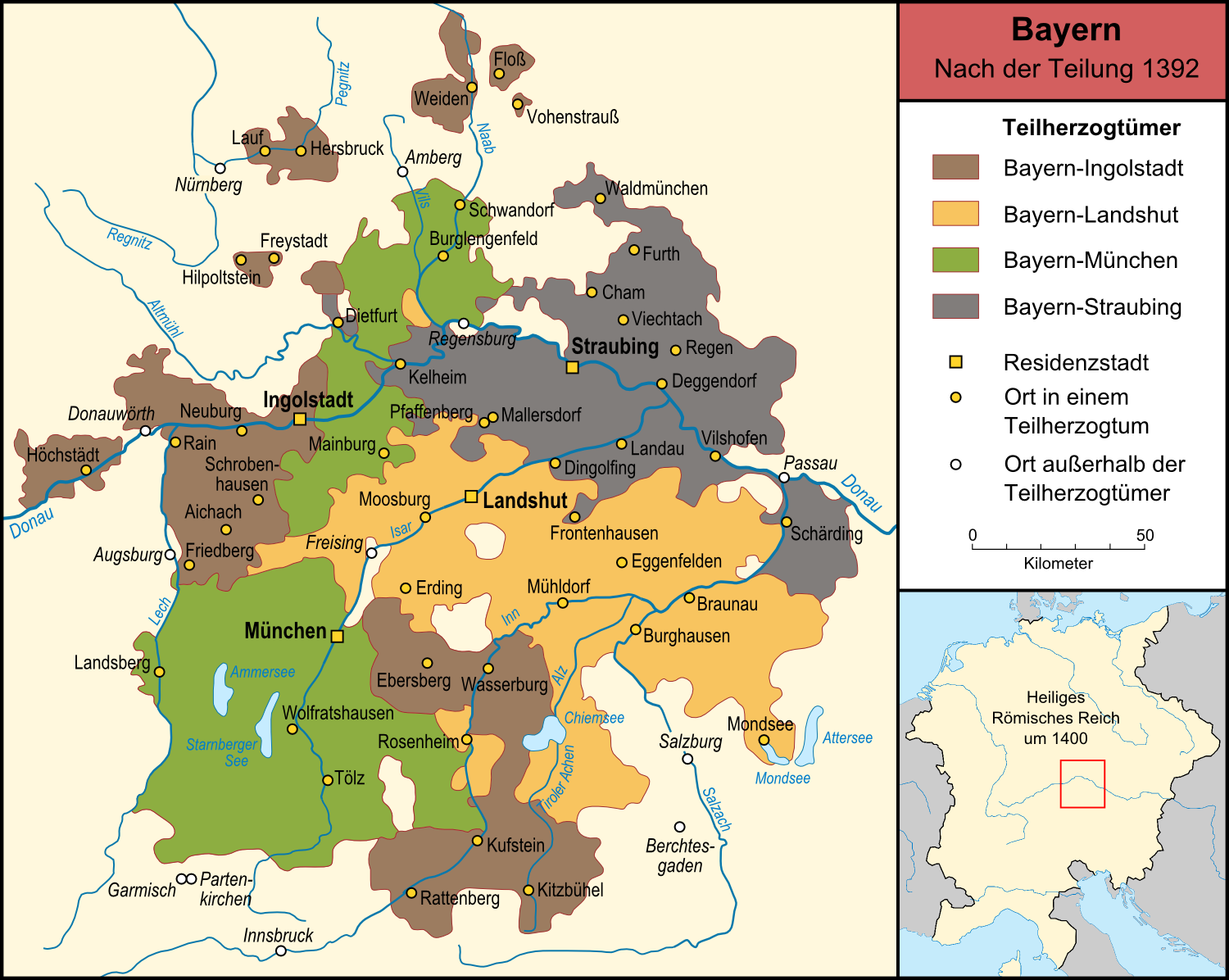
Раздел Баварского герцогства в 1392 г.

Разделы герцогства Бавария (нем. Bayerische Landesteilung) — серия договоров, по которым баварские правители из дома Виттельсбахов делили между собой территорию Баварского герцогства в XIII XIV вв.. В некоторых случаях отдельные герцогства также были связаны с небаварскими частями территории Виттельсбахов.

## История
Первое разделение Баварии произошло в 1255 году, когда сыновья герцога Оттона II Людвиг II и Генрих XIII, (Прославленного), разделили герцогство между собой после двух лет совместного правления. Временное воссоединение произошло в 1340 году при Людвиге IV, ставшем императором Священной Римской империи. Но сыновья Людвига IV разделили наследство на три герцогства, а его внуки окончательно разделили его на четыре герцогства. Окончательное воссоединение Баварии произошло только в 1505 г. после войны за Ландсхутское наследство.
8 июля 1506 года герцог Альбрехт IV издал закон о первородстве, по которому запрещались разделы государства, которое доставалось первенцу.
Разделы часто обозначаются порядковыми номерами, например. Раздел Баварии 1255 г. был первым разделом, 1349 г. — вторым, а 1392 г., хотя и не затронул всю территорию Баварии — третьим. Однако, поскольку новые герцогства тоже делились, разные авторы учитывают разное количество этих делений. Это учитывается, например: Б. Кристиан Хойтле перечисляет восемь подразделений в своей генеалогии Виттельсбахов. Поэтому указание года или названия договора о разделе является более надежным обозначением разделов.

## Список разделов
| Дата                | Bezeichnung                                                 | Bemerkungen                                                                          | Teilgebiete | Воссоединение |
| ------------------- | ----------------------------------------------------------- | ------------------------------------------------------------------------------------ | --- | --- |
| 28 марта 1255 года  | Раздел Баварии (Erste Bayerische Landesteilung)             | Раздел наследства Отто II после двух лет совместного правления его сыновей           | - Верхняя Бавария и Курпфальц (Людвиг II) - Нижняя Бавария (Генрих XIII) | Объединена в 1340 г. при Людвиге IV |
| 1 октября 1310 г.   | Раздел Верхней Баварии                                      | Конец совместного правления сыновей Людвига II.                                      | - Бавария-Мюнхен-Бургленгенфельд (Рудольф I) - Бавария-Ингольштадт-Амберг (Людвиг IV) | 21 июня 1313 г.: возобновление общего правления (Мюнхенский договор). |
| 4 августа 1329 года | Договор в Павии                                             | Передача Курпфальца сыновьям Рудольфа I.                                             | - Верхняя Бавария (Людвиг IV) - Курпфальц и Верхний Пфальц (Рудольф II и Рупрехт I) | В 1628 г. после битвы при Белой горе курфюрст Баварии Максимилиан I получил Верхний Пфальц в качестве компенсации за военные издержки. В 1777 г. после смерти Максимилиана III Бавария и Курпфальц объединились под властью Карла Теодора.                                |
| 1331 г.             | Раздел Нижней Баварии                                       | Раздел Нижней Баварии среди внуков Генриха XIII.                                     | - Бавария-Ландсхнут-Штраубинг (Генрих XIV) - Бавария-Бургхаузен (Оттон IV) - Бавария-Деггендорф (Генрих XV) | В 1332 г. Генрих XIV и Генрих XV правили совместно. В 1334 году, после смерти Оттона IV, Генрих XIV приобрел Баварию-Бургхаузен. В 1340 году, после смерти Иоганна I, вся Нижняя Бавария перешла к Людвигу IV.                                                            |
| 13.сентября 1349 г. | Ландсбергский договор (Zweite Bayerische Landesteilung)     | Раздел наследства Людовика IV после двух лет совместного правления его сыновей.      | - Верхняя Бавария, Маркграфство Бранденбург и Тирольское графство (Людвиг V, Людвиг VI и Оттон V - Нижняя Бавария, графство Голландия, Графство Зеландия и Графство Геннегау (Стефан II, Вильгельм I и Альбрехт I) | По Луккаускому договору от декабря 1351 г. Людвиг V передал маркграфство Брандербург своим братьям Людвигу VI и Отто V, чтобы взамен иметь возможность единолично управлять Верхней Баварией. В 1363 г. после смерти Мейнгарда III, Верхняя Бавария перешла к Стефану II. |
| 3 июня 1353 г.      | Регенсбургский договор                                      | Раздел Нижней Баварии и голландских графств после четырёх лет совместного правления. | - Бавария-Ландсхут (Стефан II) - Баварско-Штраубингское герцогство (Вильгельм I и Альбрехт) | В 1429 г. после смерти Иоганна III в баварской части Баварско-Штрубинского герцогства (Штраубингерские земли), по Прессбургскому арбитражу распределённое между тремя созданными в 1392 г. герцогствами.                                                                  |
| 24 марта 1376 г.    | Раздел герцогства Бавария                                   | чисто административное деление при сохранении общего политического управления        | - Высшая Бавария (Стефан III и Иоганн II) - Бавария-Ландсхут (Фридрих и Оттон V) | продолжалось до разделения страны в 1392 году. |
| 19 ноября 1392 года | Раздел герцогства Бавария (Dritte Bayerische Landesteilung) | Раздел наследства Стефана II.                                                        | - Бавария-Ингольштадт (Стефан III) - Бавария-Ландсхут (Фридрих) - Бавария-Мюнхен (Иоганн II) | В 1447 году Бавария-Ингольштадт перешла к Баварии-Ландсхуту после смерти Людвига VII. В 1505 году, после смерти Георга Богатого и Ландсхутской войны за наследство, Бавария-Ландсхут перешла к Альбрехту IV Баварско-Мюнхенскому.                                         |

## Классификация
В следующей таблице представлен обзор герцогств Баварии с XIII по XVI в., созданных разделами 1255, 1349, 1353 и 1392 гг. При этом не учитываются весьма кратковременные деления 1310 и 1331 гг., чисто административное деление 1376 г. и область Бавария-Дахау, которую герцог Сигизмунд оставил за собой в 1467 г. после отказа от Баварии-Мюнхен в пользу младшего брата. Альбрехта IV до своей смерти в 1501 г. Пфальц, который был связан с Баварией до 1329 г. и после 1777 г. и сам разделённый несколько раз, также не включен в следующую таблицу.
| Бавария (с 1255)                                                              |                                 |                            |  |
| Верхняя Бавария (1255—1340)                                                   | Нижняя Бавария (1255—1340)      |                            |  |
| Бавария (1340—1349)                                                           |                                 |                            |  |
| Нижняя Бавария (1349—1353)                                                    | Верхняя Бавария (1349—1363)     |                            |  |
| Штраубингер-Лэндхен ((1353—1425/29 часть Баварско-Штраубингского герцогства)) | Бавария-Ландсхнут (1353—1363)   |                            |  |
| Бавария-Ландсхнут и Верхняя Бавария (1363—1392)                               |                                 |                            |  |
| Бавария-Ландсхнут (1392—1429)                                                 | Бавария-Ингольштадт (1392—1429) | Бавария-Мюнхен (1392—1429) |  |
| Пресс-                                                                        | бургский                        | арбитраж (1429)            |  |
| Бавария-Ландсхнут (1429—1503/5)                                               | Бавария-Ингольштадт (1429—1447) | Бавария-Мюнхен (1429—1505) |  |
| Бавария-Ландсхнут и Бавария-Ингольштадт (с 1447 г.)                           |                                 |                            |  |
| Бавария (с 1505 г.)                                                           |                                 |                            |  |